# Csamalalok
A csamalalok vagy csamalik (önelnevezésük чама-ига / csama-iga, чамалади / csamaladi) a Kaukázusban, Oroszország déli, a Dagesztáni Köztársaság délnyugati részén, az Andi folyó mellékén élő, szunnita muszlim vallású kis avar népcsoport.

## Elterjedésük
Számuk Dagesztánban 7 ezer, a szomszédos Csecsenföldön 2 ezer főre tehető (2000), Cumandin kerület nyolc településén élnek.

## Történetük
A 16. században az akkor még tizenhat csamalal település sajátos politikai közösségbe szerveződött, később azonban az állattartással és kézművességgel foglalkozó, szunnita muszlim csamalalok identitása sokkal inkább az egyes faluközösségek különállásán, semmint egyfajta csamalal etnicitástudaton alapult. 

## Nyelvük
Nyelvük, az írásbeliséggel nem rendelkező, a kaukázusi nyelvek nah-dagesztáni, annak is dagesztáni ágához tartozó csamalal nyelv két nagyobb (гигатли / gigatli, гаквари / gakvari), ezeken belül a nyolc csamalal településnek megfelelően nyolc kisebb nyelvjárásra oszlik.